# Dušan Šakota
Pour les articles homonymes, voir Sakota.
Dušan Šakota ((el) Ντούσαν Σάκοτα, (sr) Душан Сакота), né le 22 avril 1986 à Belgrade (Yougoslavie, désormais en Serbie), est un joueur grec de basket-ball.
Il est le fils de l'entraineur serbe, Dragan Šakota.

## Carrière
- Avant - 2003 :  AEK Athènes (ESAKE)
- Depuis 2003 :  Panathinaïkos AO (ESAKE)

## Palmarès et récompenses
Palmarès
- Vainqueur de l'Euroligue : 2007
- Champion de Grèce : 2004, 2005, 2006, 2007
- Vainqueur de la Coupe de Grèce : 2005, 2006, 2007

Récompenses individuelles